# Fonds national de l'emploi (Cameroun)
Le fonds national de l’emploi (FNE) (en anglais National Employment Fund - NEF) est un organisme public camerounais chargé de la promotion de l’emploi sur l’ensemble du territoire camerounais.

## Histoire
En 1988, le Cameroun doit suivre un programme d’ajustement structurel comportant un volet « Dimension Sociale », afin d'atténuer les effets sociaux de ce programme. Ce volet prévoit notamment la création d'un organisme visant à faciliter le retour à l'emploi des chômeurs. Le fonds national de l’emploi est donc créé le 27 avril 1990.

## Missions
Les missions du fonds sont les suivantes :
- l’intermédiation entre les chercheurs d’emploi et les entreprises ;
- la formation professionnelle ;
- la création d’activités (promotion de l’auto emploi et de la micro-entreprise) ;
- la diffusion de l’information sur le marché du travail.

## Financement
Le fonds national de l'emploi est financé par une taxe à la charge de l'entreprise de 1 % sur les salaires bruts.

## Principaux services
- Publication des offres d'emploi
- Publication des CV
- Mise en relations des employeurs et des employés
- Organisation des ateliers annuel sur la promotion de l'emploi